# Hedgehog Roll
Hedgehog Roll — дитяча гра на спритність литовського автора настільних ігор Уртіса Шулінскаса. У грі, де гравці виступають у ролі їжачків, що долають лісовий шлях, можна грати як у змагальному режимі, так і кооперативно. Гра розрахована на 1–4 гравців віком від 4 років, а тривалість партії становить приблизно 20–25 хвилин.
Гра вперше вийшла у 2019 році у російському видавництві Lifestyle Boardgames, а також була видана австрійським видавцем Piatnik. У 2020 році вона була відзначена нагородою «Kinderspiel des Jahres».

## Тематика та компоненти
У грі гравці намагаються провести їжаків через ліс, не попавшись лису. Для маскування їжачки використовують листя, гриби та яблука. Гравці котять тенісний м'яч, схожий на їжачка, через липкі ігрові елементи.
До ігрових компонентів входять:
- ігрове поле, яке складається з до 7 двосторонніх змінних сегментів;
- 4 фігурки їжаків;
- фігурка лиса;
- м'яч з липким обличчям їжака;
- 18 липких елементів лісу: 6 листків, 6 яблук і 6 грибів.

## Ігровий процес
Гра може бути як змагальною, так і кооперативною. Основний принцип гри зберігається, але правила трохи відрізняються. Перед початком гри ігрове поле викладається в центрі столу із сегментів, де завжди присутні стартове та фінішне поля. Лисове поле та фігурка лиса використовуються лише в кооперативному режимі. Важливо, щоб поле з їжаком завжди знаходилось на початку шляху, а поле з будинком — в кінці. У кооперативному варіанті поле з лисом повинно бути розташоване над стартовим полем.

### Змагальна гра
У змагальному режимі кожен гравець отримує їжака свого кольору та ставить його на поле «Їжак» на стартовому сегменті поля. У цьому варіанті їжаки змагаються один з одним, і переможець — це гравець, чий їжак першим досягне фінішу. Елементи лісу викладаються долілиць, а стартовий гравець отримує їжаковий м'яч. Гра відбувається за годинниковою стрілкою. Активний гравець котить м'яч по лісових елементах, і деякі з них прилипають до м'яча. Потім він від'єднує ці елементи і переміщує їжака на стільки полів вперед, скільки відповідних елементів він зібрав (листя, яблука, гриби). Потрібно слідувати ігровому шляху і не пропускати поля, якщо не зібрано відповідний елемент. Кожен лісовий елемент можна використати тільки один раз. Якщо гравець зібрав 5 або більше елементів або жодного не зібрав, його їжак не рухається. Для потрапляння до будинку можна використати будь-який лісовий елемент.
Після ходу всі зібрані елементи відкладаються вбік. Якщо 4 або більше елементів було відсортовано, всі елементи перемішуються і знову викладаються на стіл лицьовою стороною донизу.

### Кооперативна гра
У кооперативній грі гравці не мають власних фігурок їжаків. Всі грають разом і намагаються привести їжаків до фінішу, уникаючи лиса. У цьому режимі після кожного ходу їжака лис переміщується на два поля вперед, слідуючи найкоротшим шляхом до їжака.

### Варіанти
В інструкції до гри описано кілька варіантів для досвідчених гравців, які ускладнюють гру. Наприклад, м'яч можна котити з обмеженнями — його треба кинути або котити із закритими очима. У кооперативному режимі лис може рухатися швидше, стартуючи ближче до їжака або переміщуючись на три поля кожного ходу.

## Відгуки та нагороди
Гра була розроблена литовським автором настільних ігор Уртісом Шулінскасом і випущена у 2019 році російським видавництвом Lifestyle Boardgames під назвою «рос. Перекати-ёжик». Того ж року гра вийшла в багатьох перекладах по всьому світу. У німецькомовних країнах її видає австрійське видавництво Piatnik, яке також випустило угорську версію. Також були випущені англомовні версії («англ. Hedgehog Roll»), французькі («фр. Poulapik»), китайські та тайські.
У травні 2020 року гра була номінована на нагороду Kinderspiel des Jahres разом з іграми Foto Fish та Ми роботи, і в червні отримала цей приз. Журі прокоментувало гру так:
|  | У дитячих іграх вже багато чого котили: кульки, м'ячі, колоди, але досі не було тенісного м’яча. Ідея використати його як їжака, на фетрові колючки якого чіпляються липучки у вигляді яблук, грибів і листя, є унікальною. Але об’єднання цього з перегонами, де їжак дійсно котиться столом, а зібрані речі визначають його рух, додає грі особливий шарм. Незалежно від того, чи граєте ви кооперативно чи змагаєтеся, кожна партія розповідає свою захопливу історію. |